# 下総層群
下総層群（しもうさそうぐん）は、関東平野一帯に分布する浅海性の堆積層である。

## 概要
第四紀更新世中期から後期更新世の浅海性の堆積層で、下位から地蔵堂層、藪層、上泉層、清川層、木下層などからなる。これらは、河川成砂礫層、内湾成泥層、含貝化石浅海成砂層、海浜成砂層など、海進相から海退相までの堆積サイクルを示し、かつて関東平野一帯にあった古東京湾での氷河性海水準変動の制約を受けた堆積物による地層と考えられている。